# Không quốc tịch
Không quốc tịch, vô quốc tịch hay không quốc gia (tiếng Anh: statelessness) là tình trạng một cá nhân "không được coi là công dân của bất kỳ quốc gia nào xét về mặt luật pháp" .
Một số người tị nạn có thể là người không quốc tịch, tuy nhiên không phải tất cả người tị nạn đều là không quốc tịch.
Nhiều người không quốc tịch có thể chưa bao giờ vượt qua đường biên giới quốc tế . Mặt khác có sự thiếu rõ ràng đối với công dân của quốc gia hiện không được công nhận rộng rãi, chủ yếu tại các vùng đất mới ly khai giành độc lập trên thực tế.
Ngày 13 tháng 11 năm 2018, Filippo Grandi - Giám đốc Cao ủy Liên Hợp Quốc về người tị nạn cho biết có khoảng 12 triệu người không quốc tịch trên thế giới . Lượng dân số không quốc tịch lớn nhất được tìm thấy ở Bangladesh, Bhutan, Campuchia, Bờ Biển Ngà, CHDC Congo, Cộng hòa Dominica, Ấn Độ, Kenya, Latvia, Estonia, Malaysia, Mauritanie, Myanmar, Nepal, Brunei, Ả Rập Xê Út, UAE, Kuwait, Qatar, Bahrain, Iraq, Syria, Liban, Algérie, Thái Lan và Ukraina.

## Nguyên nhân của sự không quốc tịch

### Xung đột pháp luật
Các xung đột trong luật dân tộc là một trong nhiều nguyên nhân của tình trạng không quốc tịch . Quốc tịch thường được xử lý thông qua một trong hai kiểu, trong đó ngày nay nhiều quốc gia công nhận cả hai kiểu:
- Jus soli ("quyền của đất") khi chính quyền thực hiện xử lý quốc tịch theo việc khi sinh ra trên lãnh thổ của nhà nước. Điều này phổ biến ở Úc, Anh và Châu Mỹ.
- Jus sanguinis ("quyền của máu") khi chính quyền thực hiện xử lý quốc tịch thu nhận thông qua hậu duệ, thường là từ cha mẹ là người có quốc tịch.

Hầu như tất cả các quốc gia ở Châu Âu, Châu Á, Châu Phi, và Châu Đại Dương đều công nhận công dân dựa trên nguyên tắc jus sanguinis. Một người không có cha hoặc mẹ đủ tiêu chuẩn để được quốc tịch bởi jus sanguinis có thể sẽ là không quốc tịch khi sinh, nếu sinh ra ở một quốc gia không công nhận jus soli.
Ví dụ, một đứa trẻ sinh ra bên ngoài Canada với cả hai cha mẹ người Canada nhưng lại là những người cũng sinh ra bên ngoài Canada có bố mẹ Canada, sẽ không phải là công dân Canada, vì jus sanguinis chỉ được công nhận cho thế hệ đầu tiên ở Canada.
Nếu đứa trẻ được sinh ra ở Ấn Độ mà cả hai bố mẹ đều không có quốc tịch Ấn Độ thì đứa trẻ đó sẽ không có quốc tịch vì Ấn Độ chỉ trao quyền công dân cho trẻ em sinh ra từ ít nhất một phụ huynh Ấn Độ.

### Theo giới tính
Nhiều quốc gia cho phép có được quốc tịch thông qua gốc phụ huynh bất kể nơi đứa trẻ sinh ra. Tuy nhiên một số khác lại không cho phép công dân nữ trao quốc tịch cho con cái .
Có 27 quốc gia trên thế giới không cấp quyền bình đẳng cho phụ nữ khi chuyển quốc tịch. Điều này có thể dẫn đến tình trạng không quốc tịch khi người cha là vô quốc tịch, không biết, hoặc không thể được trao quốc tịch .
Đã có những thay đổi gần đây về sự thăng bằng về giới trong luật về quốc tịch, bao gồm các quá trình cải cách ở Algérie, Maroc và Senegal... Ví dụ, Algeria đã sửa đổi mã quốc tịch của mình để bãi bỏ những hạn chế về khả năng trao cho quốc tịch con của các bà mẹ, thay thế cho họ bằng một quy định bao quát cho quốc tịch Algeria cho tất cả trẻ em sinh ra trong hoặc ngoài Algeria cho mẹ hoặc cha là người Algeria . Hơn nữa, Công ước về Xoá bỏ mọi hình thức Phân biệt đối xử với Phụ nữ cấm phân biệt đối xử về giới tính trong việc xử lý vấn đề quốc tịch .
Một biện pháp quan trọng để ngăn ngừa tình trạng không quốc tịch khi sinh là cung cấp quốc tịch cho trẻ em sinh ra trong lãnh thổ mà nếu không sẽ là vô quốc tịch. Tiêu chuẩn này được quy định trong Công ước về Giảm tình trạng Không quốc tịch năm 1961 ; xuất hiện trong một số hiệp định nhân quyền khu vực, bao gồm Công ước châu Mỹ về Nhân quyền, Công ước Châu Âu về Quốc tịch, và Hiến chương Châu Phi về Quyền và Phúc lợi của Trẻ em; và ngầm định trong Công ước Liên hợp quốc về Quyền trẻ em .

### Phân biệt đối xử
Trong hầu hết các tình huống không quốc tịch quy mô lớn thì sự phân biệt đối xử là nguyên nhân hàng đầu. Nhiều quốc gia xác định thực thể công dân dựa vào sắc tộc hoặc tôn giáo của tầng lớp nắm quyền chính. Nó dẫn đến việc loại trừ các nhóm cư dân hoặc sắc tộc khác, như Israel, Latvia, Ukraina, Đông Nam Á,... Điều này vi phạm luật pháp quốc tế về chống phân biệt đối xử.
Tại Latvia và Estonia khi Liên Xô tan rã năm 1991 đã xác định quốc tịch dựa trên sắc tộc và cấp cho những người là công dân hồi năm 1940 cùng hậu duệ của họ. Những người còn lại, chỉ là công dân Liên Xô trước đây cùng hậu duệ, người Nga, Ba Lan, Ukraina,... sống ở đó được coi là không quốc tịch. Tại Latvia đã cấp "hộ chiếu Latvia không quốc tịch" cho họ . Năm 2013 hơn 267.000 cư dân của Latvia, 91.000 cư dân của Estonia, 35.000 cư dân của Ukraina là không quốc tịch, phần lớn là sắc tộc Nga .
Tại Myanmar chính phủ và chủ nghĩa Phật giáo dân tộc đang tìm cách tẩy trừ người Rohingya theo Hồi giáo ở bang Rakhine .
Tại Thái Lan và Myanmar quá trình đồng hóa về các dân tộc và tôn giáo chính (Phật giáo) đang diễn ra mạnh mẽ. Những người du mục biển như Moken  hoặc du cư ở biên giới vùng núi đều rơi vào tình trạng "không giấy tờ tùy thân" . Trong 13 thành viên đội bóng được giải cứu ở hang Tham Luang tỉnh Chiang Rai tháng 7/2018 đã có bốn người là người dân tộc thiểu số không quốc tịch .
Tình trạng không quốc tịch cũng xảy ra với người du mục biển ở vùng đảo thuộc nam Philippines, Indonesia, Malaysia, Brunei, như người Sama-Bajau.
Ủy ban Liên hợp quốc về Xóa bỏ Phân biệt chủng tộc đã tuyên bố vào ngày 01/10/2014 rằng "việc tước quyền công dân dựa trên chủng tộc, màu da, hậu thế, nguồn gốc sắc tộc hoặc nguồn gốc quốc gia là vi phạm nghĩa vụ của quốc gia về bảo đảm không phân biệt đối xử về quyền quốc tịch" .

### Nhà nước kế nhiệm
Trong một số trường hợp, sự không quốc tịch là kết quả của sự kế thừa của nhà nước . Một số người trở thành vô quốc tịch khi quốc tịch của họ chấm dứt tồn tại, hoặc khi lãnh thổ mà họ đang sinh sống dưới sự kiểm soát của một quốc gia khác. Đây là trường hợp khi Liên bang Xô viết tan rã, và cũng trong trường hợp ở Nam Tư và Ethiopia và Nam Sudan .

### Từ bỏ
Trong trường hợp hiếm hoi, cá nhân có thể trở thành không quốc tịch do từ bỏ quốc tịch của mình. Ví dụ "công dân thế giới" Garry Davis năm 1948 đã từ bỏ quốc tịch Hoa Kỳ, và lập ra "Chính phủ Thế giới" và Tổ chức Dịch vụ Thế giới. Albert Einstein, tháng 1 năm 1896 ở tuổi 16, đã rời khỏi quốc tịch Württemberg, nhưng mãi đến tháng 2 năm 1901 thì đơn xin quốc tịch Thụy Sĩ mới được chấp nhận .
Những người đăng ký với Voluntaryist, Agorist, hoặc một số nhà triết học, chính trị, hoặc tôn giáo khác có thể mong muốn hoặc tìm kiếm sự phi quốc tịch. Nhiều quốc gia không cho phép công dân từ bỏ quốc tịch của mình trừ khi có quốc tịch khác. Tuy nhiên, các viên chức lãnh sự dường như không quen thuộc với luật về quyền công dân của tất cả các nước, vì thế vẫn có thể có những trường hợp khi việc từ bỏ dẫn đến tình trạng không quốc tịch trên thực tế.

### Các lãnh thổ ngoài quốc gia
Một nguyên nhân của tình trạng không quốc tịch là lãnh thổ ngoài nhà nước. Theo định nghĩa về người không quốc tịch, chỉ có các quốc gia có thể có quốc tịch. Do đó, những "công dân" ở các lãnh thổ ngoài nhà nước rơi vào tình trạng không quốc tịch. Điều này bao gồm, ví dụ, cư dân của các vùng đất bị chiếm đóng nơi nhà nước đã ngừng tồn tại hoặc không bao giờ nổi lên ở nơi đầu tiên. Các lãnh thổ Palestine là ví dụ nổi bật nhất. Một số khác là Tây Sahara và Bắc Síp (tùy thuộc vào việc giải thích cái gì tạo thành bang và chủ quyền).
Tình trạng vô quốc tịch đã tồn tại trong nhiều thế kỷ, tuy nhiên cộng đồng quốc tế chỉ quan tâm đến việc loại trừ nó kể từ giữa thế kỷ 20. Năm 1954, Liên Hợp Quốc đã thông qua Công ước liên quan đến Tình trạng của Những người Không quốc tịch, tạo ra khuôn khổ cho việc bảo vệ người vô gia cư . Bảy năm sau, Liên Hợp Quốc đã thông qua Công ước về Giảm Tình trạng Không Quốc tịch. Ngoài ra, một loạt các điều ước quốc tế về quyền con người trong khu vực và quốc tế bảo đảm quyền quốc tịch, với sự bảo vệ đặc biệt cho một số nhóm, kể cả những người không quốc tịch.
Các quốc gia bị ràng buộc bởi Công ước về Quyền trẻ em năm 1989 có nghĩa vụ đảm bảo rằng mọi trẻ em có quốc tịch . Công ước này yêu cầu các quốc gia phải thực hiện điều khoản này đặc biệt là ở nơi đứa trẻ sẽ không có quốc tịch và theo cách có lợi nhất cho trẻ em .
Tình trạng của một người không có quốc tịch cuối cùng phụ thuộc vào quan điểm của nhà nước đối với cá nhân hoặc nhóm người. Trong một số trường hợp, nhà nước đưa ra quan điểm rõ ràng; ở những nơi khác, quan điểm của nó khó phân biệt hơn. Trong những trường hợp đó, người ta có thể cần phải dựa vào bằng chứng nguyên thủy cho quan điểm của nhà nước, từ đó có thể làm tăng giả thuyết về tình trạng không quốc tịch .

### Trạng thái khi thay đổi quốc tịch
Khi nhập cư vào quốc gia hạn chế việc có nhiều quốc tịch, thì thường yêu cầu người nhập cư nộp theo tài liệu chính thức chứng minh rằng họ không còn là công dân quốc gia gốc của họ, ví dụ trong chính sách nhập cư của Đài Loan.
Nếu tài liệu phải được cung cấp trước khi cấp quyền công dân, thì trong khoảng thời gian từ lúc từ bỏ / hủy bỏ quyền công dân trước đó đến lúc được nhập tịch, người nộp đơn sẽ ở tình trạng không quốc tịch.
Một số phụ nữ Việt Nam lấy chồng Đài Loan cắt quốc tịch Việt để nhập tịch Đài, nhưng vì thiếu hiểu biết và bị lừa đảo, nhập tịch không thành và đã rơi vào tình trạng "không quốc tịch, cô dâu Việt ở Đài Loan nhìn con bị đưa vào trại mồ côi".

## Theo quốc gia

### Việt Nam
Tại Việt Nam theo Luật quốc tịch Việt Nam hiện hành thì những trường hợp không quốc tịch được cảnh sát ghi nhận vào năm 2019, bao gồm:
1. Người dân tộc thiểu số từ Lào, một số nhỏ từ Trung Quốc, di cư tự do sang Việt Nam, phần lớn do kết hôn.[35]
2. Người di cư từ Campuchia đến, chủ yếu là sắc tộc Việt trước đây sang Campuchia sinh sống. Nhóm này có số lượng đông nhất và một phần rơi vào tình trạng "Tâm sự rớt nước mắt của ngàn Việt kiều không quốc tịch" do sự quan liêu trong giải quyết thủ tục.[36][37][38]
3. Người Việt Nam định cư ở nước ngoài và một số người đã được thôi quốc tịch Việt Nam, lấy vợ, chồng là người nước ngoài để nhập quốc tịch nước ngoài nhưng vì nhiều lý do khác nhau họ không nhập được quốc tịch của nước đến nên rơi vào trạng thái không quốc tịch, về Việt Nam sinh sống.

Ngoài diện được "cảnh sát ghi nhận" như trên, còn có các trường hợp "vì thủ tục nhiêu khê" và thiếu tránh nhiệm công vụ, mà một số người không làm được giấy tờ và không quốc tịch trên thực tế. 
- Trường hợp bà Ngô Thị Bi Bi ở thành phố Hồ Chí Minh, tham gia kháng chiến chống Pháp ở Nam Bộ khi mới hơn 10 tuổi, có bố người Pakistan nhưng mất liên lạc. Mãi đến năm 2006 ở tuổi cỡ 70 bà mới được cấp quốc tịch Việt.[39][40]
- Năm 2018 ghi nhận 3 anh em sinh ra và lớn lên ở tỉnh Quảng Nam hơn 50 năm, nhưng vật vã nhiều năm nhập quốc tịch không được.[41]
- Năm 2019 ghi nhận ông Trần Quyết Chiến (SN 1978), tạm trú tại Sa Thôn, xã Xuân Lâm huyện Tĩnh Gia, Thanh Hóa, năm 1985 đi làm bên Trung Quốc, nay trở về cùng con, đã 7 năm sống "chui" không quốc tịch.[42]
- Một số người vô gia cư, đặc biệt là trẻ em, cũng rơi vào tình trạng không giấy tờ.